# Sabatinca
Sabatinca is een geslacht van vlinders van de familie oermotten (Micropterigidae).

## Soorten
- S. aemula Philpott, 1924
- S. aenea Hudson, 1928
- S. aurantiaca Philpott, 1924
- S. barbarica Philpott, 1918
- S. calliarcha Meyrick, 1912
- S. calliplaca Meyrick, 1902
- S. caustica Meyrick, 1912
- S. chrysargyra (Meyrick, 1886)
- S. delobeli Viette, 1978
- S. demissa Philpott, 1923
- S. eodora Meyrick, 1918
- S. heighwayi Philpott, 1927
- S. ianthina Philpott, 1921
- S. incongruella Walker, 1863
- S. lucilia Clarke, 1920
- S. passalota Meyrick, 1923
- S. pervetus (Cockerell, 1919)
- S. proavittella (Rebel, 1935)
- S. quadrijuga Meyrick, 1912
- S. rosicoma Meyrick, 1914
- S. zonodoxa (Meyrick, 1888)